# Mantingerbos

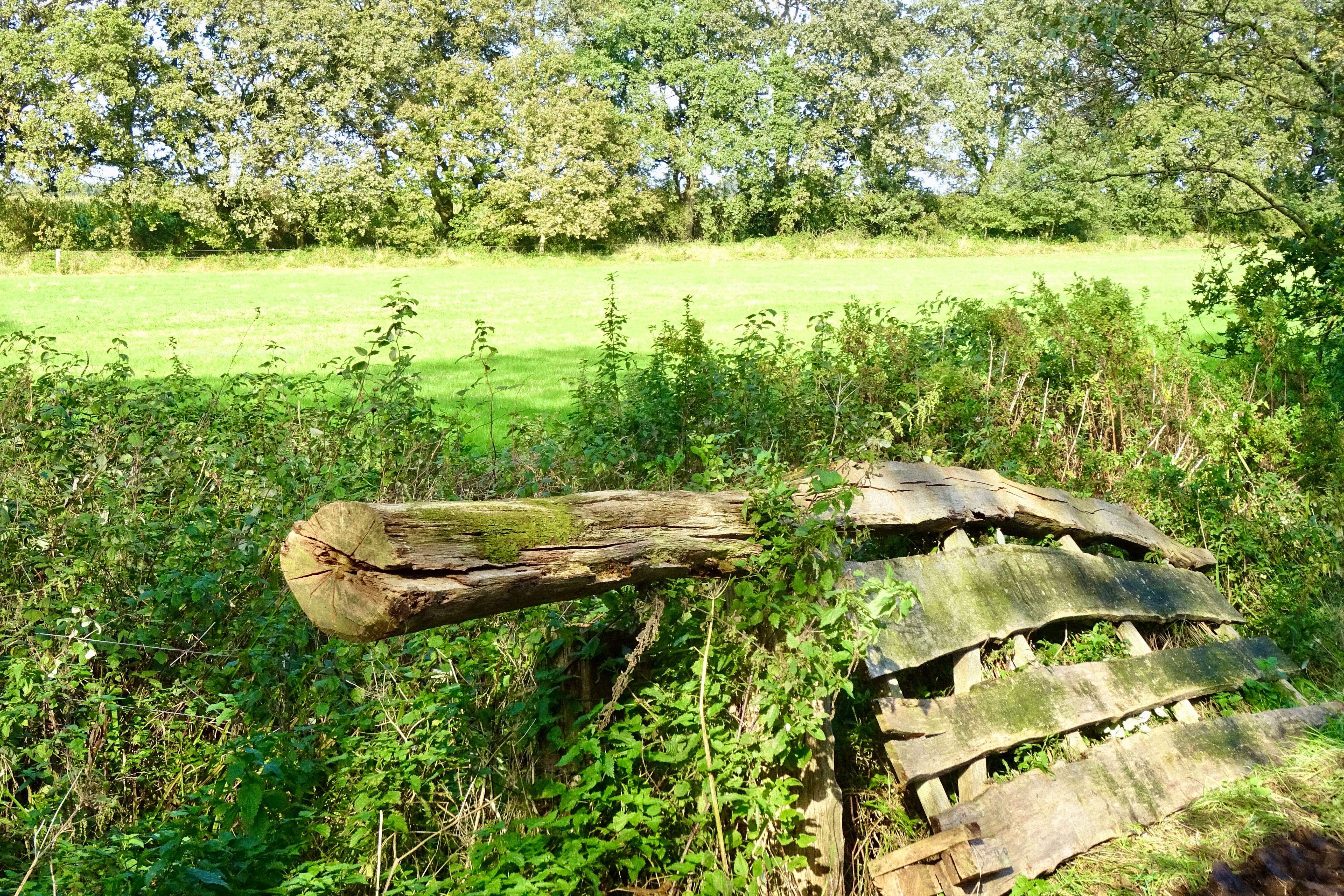
Mantingerbosch en -weiden

Het Mantingerbos is een zeer oud, 8 ha groot bos in de Nederlandse provincie Drenthe. Het ligt aan de Wijsterseweg bij Mantinge, op 1 km noordwestelijk van het dorp, of 10 km noordoostelijk van Hoogeveen in een tamelijk dunbevolkte omgeving. Het Mantingerbos is eigendom van de Vereniging Natuurmonumenten en maakt deel uit van het reservaat Mantingerbos en -weiden.

## Oeroud bos
Het Mantingerbos is eeuwenoud, en geldt als het oudste bos van Drenthe en zelfs van Nederland. Het is het enige bos in Nederland waarvan door langdurig onderzoek is aangetoond dat er sinds de prehistorie bos staat, al zijn er wel meer gebieden waarvan dat wordt vermoed. Andere voorbeelden van zeer oude bossen in Drenthe zijn het Norgerholt en het Gastersche Holt en het Meerbosch, het Oeversebosje bij Emmen en een klein deel van het Asserbos in Assen.
Het karakter van het bos wordt bepaald door de ligging op een kleine zandopduiking midden in het brongebied van het Oude Diep. Bij plantkundigen geniet het bos, dat botanisch tot het vrij bijzondere eiken-hulstbos wordt gerekend, veel aanzien. In het midden van het gebied staan veel dikke eiken, maar aan de randen overheersen zware hulstbomen.
Met de noordelijke ligging van Drenthe hangt een bijzonder koud en vochtig klimaat samen met een voor Nederland erg groot neerslagoverschot. De bronnen in deze omgeving zijn daardoor goed ontwikkeld. Daardoor en door de hoge leeftijd van het bos komt hier een aantal zeldzame en typisch boreale plantensoorten voor zoals een groot aantal bijzondere bramensoorten en de zeldzame zevenster.
Ook de ondergrond is oeroud. In de loop van duizenden jaren ontstond een humuslaag met vettige grond van 30 tot 60 centimeter dik die er nog altijd ligt. 

## Beheer
Natuurmonumenten laat in het bos de natuur zijn eigen gang gaan (bewust niets doen). Hierdoor neemt de hulst sterk toe en wordt het bos plaatselijk steeds donkerder. Ook in het Noordlagebos en het Tijnsbos vindt geen actief beheer plaats. Om bosplanten meer kans te geven is er in 2011 veel nieuw bos aangeplant in de Spekmaten.
Het Mantingerbos en -weiden vormen samen een onderdeel van het brongebied en de bovenloop van het Oude Diep, een (nu deels gekanaliseerde) beek die in zuidwestelijke richting stroomt en uitkomt in de Hoogeveense Vaart. Het eigenlijke brongebied lag van oorsprong in het oostelijk gelegen en nu afgegraven hoogveen tussen Mantinge en Witteveen. Dit brongebied is in zoverre bijzonder, dat het gelegen is op een van de koudste en natste plaatsen van Nederland, dus met het grootste neerslagoverschot. Halverwege de 20e eeuw werd het Oude Diep rechtgetrokken, waardoor veel van de aantrekkelijkheid en ecologische waarde verloren ging. Begin 21e eeuw is het Oude Diep plaatselijk weer in oude kronkelende glorie teruggebracht en is een dubbel uitgevoerde waterbeheersing ontstaan, om een evenwichtige ontwikkeling van natuur en landbouw mogelijk te maken.
Een gebied met een oppervlakte van 47 ha is aangewezen als Natura 2000-gebied.

## Mantingerweiden
De Mantingerweiden worden tegenwoordig grotendeels als hooiland beheerd. Een klein deel wordt in de zomer begraasd door vee. Tot 2003 werd een groter deel begraasd door rundvee. Hierdoor werden veel elzensingels beschadigd en verruigde het natte grasland. Tussen 2004 en 2012 zijn veel elzensingels hersteld en opnieuw aangeplant. In 2011 is de ontwatering verminderd en zijn sloten gedempt. Daarnaast is er veel nieuw bos aangeplant in het deelgebied de Spekmaten met ter plaatse thuishorende soorten als zwarte els, es, zomereik, hazelaar, ruwe berk en haagbeuk. Dit nieuwe bos heeft na een prijsvraag in het Dagblad van het Noorden de naam 'het Neie Broekbos' gekregen.
Met het hooilandbeheer krijgen soorten als pinksterbloem, dotterbloem, zenegroen en diverse zeggen meer kans. In 2012 is voor het eerst het moeraskartelblad aangetroffen. De verwachting is dat door dit beheer steeds meer bijzondere soorten terugkeren.
De Mantingerweiden vormen een natuuroase in een open en natuurarm landbouwgebied. Er leven veel reeën, vogels als wielewaal, zomertortel en buizerd en veel algemene dagvlindersoorten.